# Македонският въпрос (Рихард фон Мах)
„Македонският въпрос“ (на немски: Die makedonische Frage) e книга от немския офицер и журналист, живял дълги години в България Рихард фон Мах, издадена във Виена в 1895 година.

## Описание
Рихард фон Мах е адютант на Алеко Богориди, служи в Източнорумелийската милиция, участва в Сръбско-българската война в 1885 година и дълги години е кореспондент на „Кьолнише цайтунг“ от България. Както сам пише, той познава Македония лично и от дългогодишно общуване с македонци. Според него „македонския въпросъ въ едно недалечно врѣме ще занимава дипломатитѣ на великитѣ сили“, тъй като „Европа има да разреши едно дадено обѣщание въ Берлинъ преди 17 години. Тѣзи страници иматъ за цѣлъ да напомнѭтъ това обѣщание, да изянѭтъ неговото значение за Македония и при това да укажатъ съдѣйствие за правата на една прѣлѣстна страна и на нейнитѣ трудолюбиви жители, а на Европа да доставѭт единъ сигуренъ миръ.“ Книгата излиза във Виена в 1895 година и още същата година е преведена на български от Георги Баласчев под псевдонима „Езерски“. В книгата фон Мах коментира неудържимото положение, създадено от Берлинския договор, златната среда между робството и свободата на Македония, коментира и порочната система на управление в тая българска област, при която властите не са заинтересовани от умственото и икономическото развитие на християните, за да се осигори господството на мюсюлманите. Затова тук е необходима намесата на Европа, тъй като в интерес на световния мир е да се оздрави това болно място на Европа, за да не се шири оттам ракът на враждата между народите. След това се очертават целите и средствата на българското национално-освободително движение и се дава статистика на българското учебно дело в Македония в 1894 година. След това авторът предсказва войните от второто десетилетие на XX век: „Предстоятъ вѣроятно събития отъ свѣтовно-историческо значение. Срещу гнилата сграда на Портата се подготвя буря. Ако се държи смѣтка за интереситѣ на човѣчеството и сигурностьта на бѫдащия миръ, трѣбвало би да се пожелае живо щото добритѣ духове на човѣчеството и действителната държавна мѫдрость да се застѫпятъ настойчиво за свободата на балканскитѣ народи“.
През 1990 година „Македонският въпрос“ е издадена в Скопие заедно с брошурата на Карл Хрон от 1895 г. „Das Volksthum der Slaven Makedoniens. Ein Beitrag zur Klarung der Orientfrage“ (Народността на македонските славяни. Един принос за разясняване на Източния въпрос), която разглежда македонските българи, като отделна от сърбите и българите народност.